# حبيب ديالو
حبيب ديالو (بالفرنسية: Habib Diallo)‏ (15 يونيو 1995 في السنغال - ) هو لاعب كرة قدم سنغالي في مركز الهجوم. لعب مع نادي بريست ونادي ميتز.

## وصلات خارجية
- حبيب ديالو على موقع رابطة كرة القدم الفرنسية للمحترفين (الإنجليزية)
- حبيب ديالو على موقع إي إس بي إن إف سي (الإنجليزية)
- حبيب ديالو على موقع قاعدة بيانات كرة القدم.إي يو (الإنجليزية)
- حبيب ديالو على موقع ناشيونال فوتبول تيمز (الإنجليزية)
- حبيب ديالو على موقع Soccerbase.com (لاعب) (الإنجليزية)
- حبيب ديالو على موقع Soccerway.com (الإنجليزية)
- حبيب ديالو على موقع عالم كرة القدم.نت (الإنجليزية)
- حبيب ديالو على موقع AS.com (الإسبانية)